# Férfi 4 × 10 km-es sífutóváltó az 1960. évi téli olimpiai játékokon
Az 1960. évi téli olimpiai játékokon a sífutás férfi 4 × 10 km-es váltó versenyszámát február 8-án rendezték a McKinney Creek Stadionban, Tahomában. Az aranyérmet a finn csapat nyerte meg. A versenyszámban nem vett részt magyar csapat.

## Végeredmény
Az időeredmények másodpercben értendők.
| Helyezés | Csapat                                                                                            | Idő                                 |
| -------- | ------------------------------------------------------------------------------------------------- | ----------------------------------- |
| Arany    | Finnország (FIN) · Toimi Alatalo · Eero Mäntyranta · Väinö Huhtala · Veikko Hakulinen             | 2:18:45,6 35:03 34:45 35:01 33:56,6 |
| Ezüst    | Norvégia (NOR) · Harald Grønningen · Hallgeir Brenden · Einar Østby · Håkon Brusveen              | 2:18:46,4 35:07 34:41 34:17,4       |
| Bronz    | Szovjetunió (URS) · Anatolij Seljuhin · Gennagyij Vaganov · Alekszej Kuznyecov · Nyikolaj Anyikin | 2:21:21,6 37:17 34:22 35:11 34:31,6 |
| 4.       | Svédország (SWE) · Lars Olsson · Janne Stefansson · Lennart Larsson · Sixten Jernberg             | 2:21:58,8 34:56 37:44 34:44 34:07,8 |
| 5.       | Olaszország (ITA) · Giulio Deflorian · Giuseppe Steiner · Pompeo Fattor · Marcello de Dorigo      | 2:22:32,5 35:37 35:59 35:30 35:26,5 |
| 6.       | Lengyelország (POL) · Andrzej Mateja · Józef Rysula · Józef Gut Misiaga · Kazimierz Zelek         | 2:26:25,3 36:22 35:33 37:19 37:51,3 |
| 7.       | Franciaország (FRA) · Victor Arbez · René Mandrillon · Benoît Carrara · Jean Mermet               | 2:26,30,8 36:50 36:46 36:41 36:13,8 |
| 8.       | Svájc (SUI) · Fritz Kocher · Marcel Huguenin · Lorenz Possa · Alphonse Baume                      | 2:29,36,8 37:43 38:15 36:37 37:01,8 |
| 9.       | Egyesült Német Csapat (EUA) · Kuno Werner · Helmut Hagg · Werner Haase · Enno Röder               | 2:31:47,1 37:27 37:53 37:58 38:29,1 |
| 10.      | Japán (JPN) · Macuhasi Takasi · Szató Kazuo · Kurita Eidzsi · Tanigucsi Akemi                     | 2:36:44,9 39:02 37:41 39:17 40:44,9 |
| 11.      | Egyesült Államok (USA) · Mack Miller · Karl Bohlin · John Dendahl · Peter Lahdenpera              | 2:38:01,8 37:04 40:47 39:11 40:59,8 |